# Canton du François-2-Sud
Pour les articles homonymes, voir Canton du François (homonymie).
Le canton du François-2-Sud était une division administrative française située dans le département et la région de la Martinique.

## Histoire
En Martinique, le canton du François-2-Sud était, avec le canton du François-1-Nord, l'un des deux cantons créés en 1985, en remplacement du canton du François.
À la suite des élections territoriales de décembre 2015 concernant la collectivité territoriale unique de Martinique, le conseil régional et le conseil général sont remplacés par l'assemblée de Martinique. De fait, les cantons disparaissent.

## Géographie
Dépendant de l'arrondissement du Marin, le canton du François-2-Sud était l'un des deux cantons correspondant à une partie de la commune du François.

## Administration
| Période   | Période               | Identité           | Étiquette | Qualité                                                                             |
| --------- | --------------------- | ------------------ | --------- | ----------------------------------------------------------------------------------- |
| 1985      | 1992                  | Nicolas Jumontier  | UDF       |                                                                                     |
| 1992      | 1998                  | Victor Grandin     | PS        |                                                                                     |
| 1998      | juin 2010 (démission) | Maurice Antiste    | DVG-MPF   | Professeur de lettres Maire du François depuis 1995 Conseiller régional (2010-2011) |
| juin 2010 | décembre 2015         | Marie-Frantz Tinot | MPF       | Adjointe au maire du François                                                       |

## Composition
Le canton du François-2-Sud se composait uniquement d'une partie de la commune du François et comptait 8 401 habitants (population municipale) au 1er janvier 2012,.

## Démographie
| 1990 | 1999  | 2006  | 2009  | 2012  |
| ---- | ----- | ----- | ----- | ----- |
| -    | 8 465 | 8 592 | 8 973 | 8 401 |